# Cheer!
『Cheer!』（チアー）は1996年8月5日にZAIN RECORDSから発売された、MANISHの3枚目のアルバム。

## 内容
- 1年7ヶ月ぶりの新作は、前作まで全面的にサウンドプロデュースを担ってきた明石昌夫に加え、古井弘人、徳永暁人、葉山たけし、池田大介が作曲・編曲に参加。
- 演奏では、生のドラムやベースを用いる楽曲も収録された。
- ベスト・アルバム『BEST OF BEST 1000』は、本作のジャケットを流用した。

## 収録曲
- 作詞：高橋美鈴（特記以外）／作曲：西本麻里（特記以外）／編曲：古井弘人（特記以外）

1. 煌めく瞬間に捕われて
  - 作詞：高橋美鈴･川島だりあ　作曲：川島だりあ　編曲：明石昌夫
2. イラナイ
  - 作曲：徳永暁人
  - 高橋が「アルバムで一番好きな曲」という（かつてのオフィシャルサイトで公言）。PVも制作されており、青白い照明を照らされながら、落書きなどが記された廃屋の中や螺旋階段でサビを歌うシーンなどが収録されている。
3. 風
  - MVが制作されており、遠くから2人を撮影した映像が主に使用されている。
  - リップシンクシーンは含まれていない。
4. 眩しいくらいに…（Album Version）
  - 古井がアレンジを加えたアルバムバージョン。
5. せつない自由
  - 作詞：小田佳奈子
  - リミックスでのシングルカットが予定されていた。
6. この一瞬という永遠の中で
  - 作詞：牧穂エミ　編曲：葉山たけし
7. True Heart
  - 作曲：西本麻里･明石昌夫　編曲：明石昌夫
8. 気まぐれな空
9. 翼を探してる
  - 作詞：高橋美鈴･小田佳奈子　編曲：葉山たけし
10. さよならLazy Days
  - 作詞：小田佳奈子
11. 君の空になりたい
  - 作詞：小田佳奈子　作曲：栗林誠一郎　編曲：池田大介

## 参加ミュージシャン
- 葉山たけし - ギター
- 鈴木英俊 - ギター
- 増崎孝司（DIMENSION） - ギター
- 明石昌夫 - ベース
- 徳永暁人 - ベース
- 黒瀬蛙一 - ドラム
- デニー･フォンハイザー - ドラム
- 増田隆宣 - オルガン
- 小野塚晃（DIMENSION） - キーボード　※シンセベースも担当した。
- 生沢佑一（TWINZER） - コーラス
- 牧穂エミ - コーラス
- 川島だりあ - コーラス
- 高原裕枝 - コーラス
- 岩切玲子 - コーラス
- 古川真一 - コーラス